# Werner von Haeften
Werner Karl von Haeften (ur. 9 października 1908 w Berlinie, zm. 21 lipca 1944 tamże) – niemiecki oficer, porucznik Wehrmachtu. Opozycjonista, aktywnie zaangażowany w antynazistowską działalność konspiracyjną, uczestnik spisku na życie Adolfa Hitlera, znanego jako zamach 20 lipca.

## Życiorys
Von Haeften, tak jak jego brat Hans Bernd, urodził się w Berlinie w rodzinie Hansa von Haeftena, oficera wojska i prezesa Reichsarchiv. Studiował prawo w rodzinnym mieście, a następnie aż do wybuchu II wojny światowej pracował dla kontrolowanego przez rodzinę Warburgów banku M.M.Warburg & Co w Hamburgu, gdzie po wybuchu wojny został jako porucznik rezerwy zmobilizowany do Wehrmachtu.

### Ruch oporu
Początkowo był jednym z najbliższych zaufanych Helmutha Jamesa von Moltke. W roku 1943 po wyleczeniu rany odniesionej podczas służby na froncie wschodnim, został w sztabie Armii Rezerwowej adiutantem pułkownika Clausa von Stauffenberga, jednej z głównych postaci niemieckiego ruchu oporu przeciw nazizmowi.
W styczniu 1944 porucznik von Haeften rozważał zabójstwo Hitlera strzałem z pistoletu, jednak wycofał się z powodów religijnych.
20 lipca 1944 von Haeften towarzyszył Stauffenbergowi podczas spotkania w kwaterze Wehrmachtu w Gierłoży koło Rastenburga. Stauffenberg pozostawił w baraku na terenie kwatery Hitlera Wilczy Szaniec teczkę z bombą, która miała pozbawić życia Hitlera. Po eksplozji Stauffenberg wraz z von Haeftenem polecieli samolotem do Berlina i w przekonaniu, że Hitler poniósł śmierć w wybuchu, zaczęli realizować przejęcie władzy, które zakończyło się niepowodzeniem.
Tego samego dnia von Haeften wraz ze Stauffenbergiem i związanymi z nim spiskowcami – generałem Friedrichem Olbrichtem i pułkownikiem Albrechtem Mertzem von Quirnheimem – zostali aresztowani i skazani przez generała Friedricha Fromma na śmierć. Wszyscy czterej zostali rozstrzelani po północy przez dziesięcioosobowy pluton egzekucyjny żołnierzy Wielkoniemieckiego Batalionu Straży. Egzekucja odbyła się na dziedzińcu Ministerstwa Wojny, przed budynkiem Bendlerblocku. Gdy pluton szykował się do rozstrzelania Stauffenberga, von Haeften rzucił się w jego obronie (w ostatnim geście oporu) na drogę pocisku.
Jego brat Hans Bernd von Haeften został powieszony 15 sierpnia w więzieniu Plötzensee.